# Леонова-Ржевська Олександра Олександрівна
Леонова-Ржевська Олександра Олександрівна (4 вересня 1964) — радянська баскетболістка.
Бронзова призерка Олімпійських Ігор 1988 року.